# 小行星5211
小行星5211（英語：5211 Stevenson）是一颗围绕太阳公转的小行星。1989年7月8日，卡罗琳·舒梅克、尤金·舒梅克在帕洛马山发现了此天体。
这颗小行星的绝对星等为185.1317911569089等。